# 宇治高等学校
宇治高等学校（うじこうとうがっこう、英語表記：Uji High School）は1994年（平成6年）9月1日に学校法人立命館 と法人合併するまで存在した高等学校。京都府宇治市菟道谷下り31番地に設置されていた。略称は「宇治高」。現在は立命館宇治高等学校となっている。現在当校地は、立命館宇治高校移転により野球部専用グラウンドとなっている。

## 設置者
- 学校法人宇治学園

## 創立者
- 川田平八郎
- 川田ヨシ子

## 歴代校長
- 魚住實（1965年3月1日 - 1967年3月31日）
- 川田平八郎（1967年4月1日 - 1991年3月23日）
- 増田潔（1991年3月24日 - 1994年8月31日）

## 設置学科（合併直前）
- 普通科（募集人数は1学年普通コース450名、特別進学コース90名。）
  - 普通コース（理系、文系、美術、情報、体育。合計10クラス。）
  - 文理コース（1994年度のみ募集。1クラスのみの設置。準特進コースに相当。）
  - 特別進学コース（1クラスのみの設置。英数、英国、国際の3コース。）

（注1）1994年度第1学年の設置クラス数である。
（注2）普通コースの1年生は共通カリキュラムとなり、2年生よりそれぞれ希望する分野選択（理系、文系、美術、情報、体育）を行う。尚、普通コースに所属する94年度生のみ、2年生進級時に希望する成績優秀者は文理コースへ移行できる制度があった。

## 設置していた学科
- 商業科
- 家庭科

## 入学試験
- 普通コース、文理コース、特別進学コース共通
  - 推薦：国語、社会、数学、理科、英語、面接
  - 専願：国語、社会、数学、理科、英語、面接
  - 併願：国語、社会、数学、理科、英語、面接

（注）いずれも同一日程（1日目：学科試験（1教科40分）、2日目：面接）、同一問題、同一配点となっている。

## 入学前教育
- 新入生は入学式までに、これまでの人生を振り返る内容について作文用紙10枚にまとめて提出することが求められた。

## 校舎（学習環境）
- 校舎は4階建てであった。
- グラウンドが2つあった。
- 1994年末頃から新入生が使用する教室を中心に改修工事が行われる。
- 1995年に93年度生および94年度生の机等が新しいものに交換されている。
- 1995年度より食堂及び購買部は生協による営業となり、改修工事を行う。
- 1995年末頃から残り教室の改修工事を開始している。
- 1996年に中庭の床を煉瓦使用とする改修工事を行っている（当初、全面芝生化計画があったが予算等の関係で断念する）。

## 制服
- 男子の制服のデザインが京都府立洛水高等学校と似ていたが、宇治高校の方が先にデザインを変更している。
- 学年を識別するために制服（胸元の校章のライン）は赤、銀、黄の3色で分かれていたが、体育用ジャージ（氏名が印刷された縫い付け式の布製の外枠、刺繍された氏名）では赤、銀に相当する学年は同色で揃えられていたのに対して、黄に相当する学年のみ青となっていた。
- 男子のネクタイは学年によってピンによって引っ掛けるタイプとネクタイを締めるタイプの2種類があった。93年度生までは前者、94年度生は後者であった。
- アルファベットの校名が入ったネクタイピンがあった。

## 修学旅行
- 修学旅行は高校2年生時に行っている。
- 京都府南部地方の高校として修学旅行を初めて海外とし、修学旅行先はシドニーとなる。

## 沿革（立命館宇治高校時代のものも含む。）
- 1965年4月 学校法人宇治学園認可。全日制家庭科の女子高校として、宇治高等学校開校。
- 1966年4月 商業科（女子）を併設する。
- 1967年  普通科（女子）設置。商業科（女子）から共学へ設置変更を行う。
- 1968年  普通科・共学を併設する。家庭科の第1回卒業式を行う。
- 1984年  商業科廃止。
- 1990年4月 制服の変更を行う。（ブレザーとなる。）
- 1991年  普通科特別進学コース（英数・英国・国際コース）制定。家庭科廃止、普通科のみとなる。
- 1994年3月 宇治高校として最後の卒業式を行う。
- 1994年
  - 4月 宇治高校として最後の入学式を行う。（文理コースを新設する。（注1））
  - 9月1日 立命館宇治高等学校となる。（三室戸キャンパスと名づけられる。）
  - FIRITS HOUSE（生徒寮）の建設を開始する。（以前は竹林があり遺跡があった。）
- 1995年
  - 3月 立命館宇治高校として最初の卒業式を行う。（1期生（注2））
  - 立命館宇治高校として最初の入学式を行う。制服の変更を行う。
- 1997年3月 宇治高校で入学した最後の学年の生徒が卒業する。（3期生（注2））
- 1998年3月 立命館宇治高校で入学した生徒の最初の卒業式を行う。（4期生（注2））
- 2002年3月 三室戸キャンパス閉校。現キャンパスの宇治市広野町八軒屋谷へ移転。

（注1）文理コースは1994年に新設されたが同年に立命館宇治高校となったため、1度のみの募集となった。
（注2）合併により、宇治高校で入学した生徒と立命館宇治高校で入学した生徒が2年間混在した形となった。（95年 - 96年度）これにより、1期生を合併した94年度から卒業した生徒からとする、あるいは合併後の95年度から入学した生徒からとするのかは意見が分かれている。OB会である鳳凰会機関紙では、同窓会実施報告に関するページにおいて95年度以前と以後の生徒ではその数字が異なっている。

## 進学実績

### 内部推薦
- 92年度 - 94年度生は立命館大学へ内部進学する道が開かれていた。（92年度、93年度生の内部推薦枠数は不明。）
  - 94年度生の内部推薦枠数：昼間主8学部（法、文、産、国、政、経済、経営、理工）各1名、夜間主4学部（法、文、経済、経営）各2名（昼間主学部、夜間主学部の内部推薦枠数：合計16名）。

（注）94年度生の内部進学試験の結果、経済学部（昼間主）を除いて15名が合格し、内部進学している。合格基準は、昼間主学部の進学希望者は高校3年間の評定平均値が4.0以上、夜間主学部同3.5以上の出願基準を満たし、かつ学科試験の結果による。

### 指定校推薦枠（大学・短期大学）
- 京都学園大学
- 池坊短期大学
- 奈良佐保女学院短期大学
- 中日本自動車短期大学

（注）専門学校、企業は除く。

## 部活動
（体育会系）
- 陸上競技部（男子部・女子部）
- 硬式野球部（甲子園に出場経験あり。1979年、1982年に京都大会優勝。）
- サッカー部
- ソフトボール部
- レスリング部
- 剣道部
- 柔道部（女子部は全国インターハイ優勝）
- バスケットボール部
- ハンドボール部
- 卓球部
- バレーボール部
- 相撲部
- テニス部
- 水泳部

（文化系）
- 吹奏楽部
- 演劇部
- 生物部
- 地学部
- 報道部

## 姉妹校（同一法人設置校）
- 宇治高等専修学校

## OB会
- 鳳凰会（立命館宇治高校との共同OB会）

## 交通機関
- 京阪電車宇治線 三室戸駅徒歩3分
- JR奈良線 宇治駅徒歩15分

## その他
- 合格者（併願者のみ）は他の高校（公立学校等）に入学し入学辞退した場合でも、入学手続き諸費用として5万円を納付する必要があり、学校法人立命館と法人合併時（1994年度時点）で京都府南部地方の私立学校としては入学手付金の納付義務を唯一最後まで実施していた。
- 剣道部やレスリング部の応援幕には「宇治高等学校」ではなく、「京都宇治高等学校」と書かれていた。
- 学園祭は94年度より「興風祭（こうふうさい）」と名称変更をする。（94年度から第1回となる。）

## 参考資料
- 「京都の高校入試 私立編1 平成6年度受験者用 宇治高等学校」1994年、北大路書房
- 「宇治学園50年略年史 あゆみ」1995年、学校法人立命館
- 「進路の手引き 1995年」1995年、立命館宇治高等学校
- 「進路の手引き 1996年」1996年、立命館宇治高等学校